# French Open 1991 (Badminton)
Die French Open 1991 im Badminton fanden vom 21. bis zum 24. März 1991 in Paris statt.

## Sieger und Platzierte
| Disziplin    | Gold                          | Silber                                | Bronze                         |
| ------------ | ----------------------------- | ------------------------------------- | ------------------------------ |
| Herreneinzel | Jaimie Dawson                 | Wei Yan                               | Chris Jogis                    |
| Herreneinzel | Jaimie Dawson                 | Wei Yan                               | Anthony Bush                   |
| Dameneinzel  | Doris Piché                   | Helle Andersen                        | Sarah Hore                     |
| Dameneinzel  | Doris Piché                   | Helle Andersen                        | Rhona Robertson                |
| Herrendoppel | Yap Yee Guan Yap Yee Hup      | Tan Kim Her Yap Kim Hock              | Kai Mitteldorf Guido Schänzler |
| Herrendoppel | Yap Yee Guan Yap Yee Hup      | Tan Kim Her Yap Kim Hock              | Michael Keck Robert Neumann    |
| Damendoppel  | Katrin Schmidt Kerstin Ubben  | Elinor Middlemiss Jennifer Williamson | Julie Bradbury Cheryl Johnson  |
| Damendoppel  | Katrin Schmidt Kerstin Ubben  | Elinor Middlemiss Jennifer Williamson | Anne Gibson Suzanne Louis-Lane |
| Mixed        | Michael Keck Anne-Katrin Seid | Andy Goode Cheryl Johnson             | Kai Abraham Sabine Ploner      |
| Mixed        | Michael Keck Anne-Katrin Seid | Andy Goode Cheryl Johnson             | Quinten van Dalm Sonja Mellink |

## Finalresultate
| Disziplin    | Sieger                        | Finalist                    | Ergebnis          |
| ------------ | ----------------------------- | --------------------------- | ----------------- |
| Herreneinzel | Jaimie Dawson                 | Wei Yan                     | 7-15, 15-5, 17-14 |
| Dameneinzel  | Doris Piché                   | Helle Andersen              | 11-8, 11-7        |
| Herrendoppel | Yap Yee Hup Yap Yee Guan      | Yap Kim Hock Tan Kim Her    | 15-7, 15-11       |
| Damendoppel  | Katrin Schmidt Kerstin Ubben  | Elinor Allen Jennifer Allen | 15-10, 15-7       |
| Mixed        | Michael Keck Anne-Katrin Seid | Andy Goode Cheryl Johnson   | 15-12, 15-7       |